# جوش هودسون
جوش هودسون (بالإنجليزية: Josh Hodgson)‏ هو لاعب دوري الرغبي بريطاني، ولد في 31 أكتوبر 1989 في كينغستون أبون هال في المملكة المتحدة.

## روابط خارجية
- جوش هودسون على موقع ItsRugby.co.uk (الإنجليزية)